# Wang Xiaodong (Politiker, 1960)
Wang Xiaodong (chinesisch: 王晓东; * Januar 1960 in Xinfeng, Provinz Jiangxi) ist ein chinesischer Politiker und derzeitiger Gouverneur der Provinz Hubei. Der aus der Provinz Jiangxi stammende Wang verbrachte seine frühe Karriere in seiner Heimatprovinz und in Guizhou. Er wurde 2011 nach Hubei versetzt.

## Leben
Wang wurde im Bezirk Xinfeng in der Provinz Jiangxi geboren. Wang trat der Kommunistischen Partei Chinas im Januar 1983 bei. Er graduierte an der Jiangxi-Universität in marxistischer Philosophie. Er begann danach in der Landwirtschaft in der Provinz Jiangxi zu arbeiten. Später arbeitete er als Parteifunktionär im Generalbüro des Jiangxi-Parteikomitees, der Jiangxi-Kommission für Soziales und Bildung, dem Forschungsbüro für Provinzpolitik und als Direktor des Parteibüros in Guizhou. Im Dezember 2000 wurde er Mitglied des ständigen Ausschusses des Parteikomitees in Guizhou und im Mai 2007 der stellvertretende Gouverneur von Guizhou.
Im Dezember 2011 wurde er Mitglied des ständigen Parteiausschusses von Hubei und später zum stellvertretenden Gouverneur von Hubei ernannt. Im April 2016 wurde er zum stellvertretenden Parteichef von Hubei ernannt. Er wurde im September 2016 Gouverneur der Provinz.